# Heiligenkreuz am Waasen
Heiligenkreuz am Waasen est une commune autrichienne du district de Leibnitz en Styrie.